# Henry Morgenthau Sr.
Henry Morgenthau (n. 26 aprilie 1856, Mannheim, Marele Ducat de Baden – d. 25 noiembrie 1946, New York City, New York, SUA) a fost un avocat, om de afaceri și diplomat american, cunoscut mai ales ca ambasador al Statelor Unite în Imperiul Otoman în timpul Primului Război Mondial. Ca ambasador în Imperiul Otoman, Morgenthau a fost identificat drept cel mai de seamă american care a vorbit despre Genocidul Armean.
Morgenthau a fost tatăl politicianului Henry Morgenthau Jr.⁠(d) Printre nepoții săi s-au numărat Robert M. Morgenthau⁠(d), procuror districtual al Manhattanului timp de 35 de ani, și Barbara W. Tuchman⁠(d), istoric care a câștigat premiul Pulitzer pentru cartea ei The Guns of August. 

## Viața
Morgenthau s-a născut al nouălea din 11 copii care au trăit, în Mannheim, Marele Ducat de Baden, în 1856 într-o familie de evrei așkenazi. Era fiul lui Lazarus și Babette (Guggenheim) Morgenthau. Tatăl său era producător de trabucuri, și avea fabrici de trabucuri în Mannheim, Lorsch și Heppenheim, cu până la 1.000 de angajați (Mannheim avea pe atunci o populație de 21.000 de locuitori). Afacerea sa a suferit financiar puternic în timpul Războiului Civil American, din cauza unui taxelor vamale pe tutun din 1862, care a închis definitiv exporturile germane de tutun către SUA. 
Familia Morgenthau a emigrat în New York în 1866. Acolo, în ciuda economiilor considerabile, tatăl său nu a reușit să se restabilească în afaceri. Dezvoltarea și comercializarea diferitelor invenții, precum și investițiile sale în alte întreprinderi nu au avut succes. Lazarus Morgenthau a evitat falimentul și și-a stabilizat veniturile devenind colector de fonduri pentru lăcașele de cult evreiești. Henry a urmat City College din New York⁠(d), unde a primit un BA, iar ulterior a absolvit Școala de Drept Columbia . 
Și-a început cariera de avocat, dar a făcut o avere substanțială în investiții imobiliare. În 1898, a achiziționat 41 de loturi în Lower East Side din New York de la William Waldorf Astor pentru 850.000 de dolari. Câțiva ani mai târziu, era în fruntea unui consorțiu care a cumpărat o suprafață de teren nedezvoltat în Washington Heights în jurul străzii 181, anticipând construirea primei linii de metrou prin zonă.
Morgenthau s-a căsătorit cu Josephine Sykes în 1882 și au avut patru copii: Helen, Alma⁠(d), Henry Jr.⁠(d) și Ruth. Fiica sa Alma s-a căsătorit cu finanțatorul Maurice Wertheim⁠(d).
Morgenthau și-a construit o carieră de succes ca avocat și a servit ca lider al comunității evreiești reformate din New York.

### Partidul Democrat

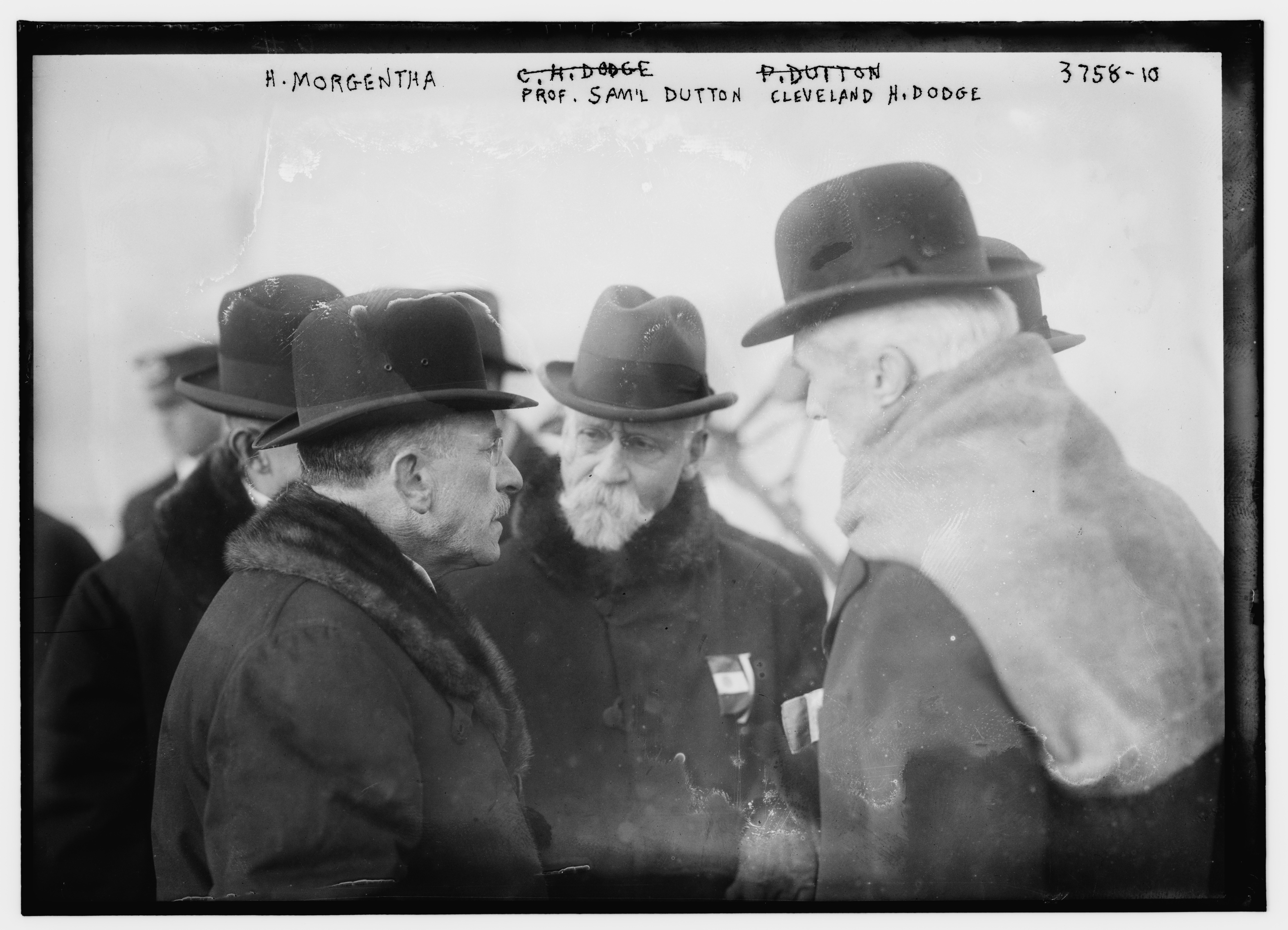
Morgenthau, și în 1916

Cariera i-a permis lui Morgenthau să contribuie generos la campania electorală a președintelui Woodrow Wilson din 1912. El l-a cunoscut pentru prima dată pe Wilson în 1911, la un dineu aniversar de patru ani de la fondarea societății Free Sinagogue, iar cei doi „par să se fi conectat”, marcând „punctul de cotitură în cariera politică a lui Morgenthau”. Rolul său în politica americană a devenit mai accentuat în lunile ulterioare. Deși nu a câștigat președinția comitetului de finanțare a campaniei lui Wilson, lui Morgenthau i s-a oferit funcția de ambasador în Imperiul Otoman. Sperase și la un post în cabinet, dar nu a reușit să obțină unul. 

## Ambasador în Imperiul Otoman

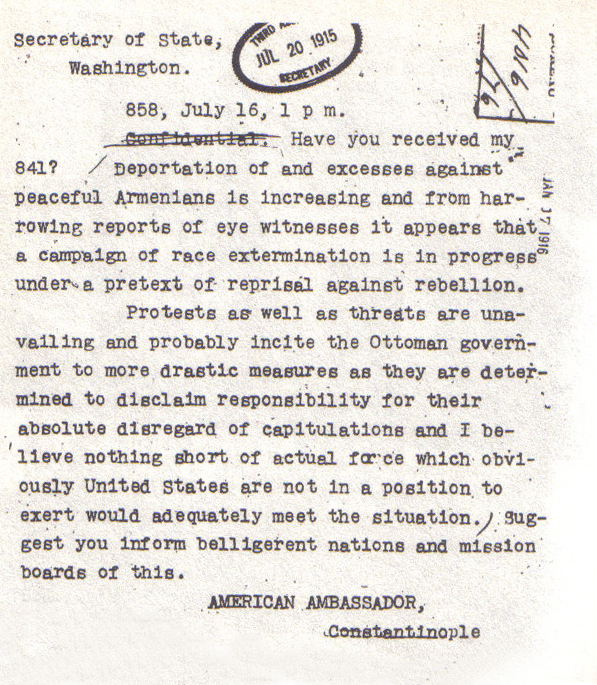
O telegramă scrisă de Morgenthau către Departamentul de Stat în 1915 descria masacrele armenilor din Imperiul Otoman drept o „campanie de exterminare de rasă”.

Ca un susținător timpuriu al lui Wilson, Morgenthau a presupus că Wilson îl va numi într-un post din cabinet, dar noul președinte avea alte planuri pentru el. Ca și alți evrei americani proeminenți, Oscar Straus⁠(d) și Solomon Hirsch⁠(d) înaintea lui, Morgenthau a fost numit ambasador în Imperiul Otoman. Presupunerea lui Wilson că evreii ar reprezenta cumva o punte între turcii musulmani și armenii creștini îl irita pe Morgenthau; în replică, Wilson l-a asigurat că Poarta de la Istanbul „reprezintă punctul în care este concentrat interesul evreilor americani pentru bunăstarea evreilor din Palestina și este aproape indispensabil să am un evreu în postul respectiv”. Deși nu era el însuși sionist, Morgenthau era foarte interesat de situația coreligionarilor săi. El a respins inițial postul, dar în urma unei călătorii în Europa și cu încurajarea prietenului său pro-sionist rabinul Stephen Wise, și-a reconsiderat decizia și a acceptat oferta lui Wilson. Numit ambasador al SUA în Imperiul Otoman în 1913, a ocupat această funcție până în 1916. 
Deși siguranța cetățenilor americani în Imperiul Otoman, în mare parte evrei și misionari creștini, a ocupat o pondere mare a începuturilor activității sale ca ambasador, Morgenthau a spus că era cel mai preocupat de chestiunea armenească. După izbucnirea războiului în 1914, SUA au rămas neutre, astfel că ambasada americană — și prin extensie Morgenthau — reprezentau și multe dintre interesele Aliaților în Constantinopol (Istanbul), deoarece aceștia își retrăseseră misiunile diplomatice din cauza ostilităților. În timp ce autoritățile otomane au declanșat genocidul armean în 1914–1915, consulii americani aflați în diferite părți ale Imperiului au inundat biroul lui Morgenthau cu rapoarte aproape la fiecare oră, documentând masacrele și marșurile de deportare care aveau loc. Pus în fața dovezilor acumulate, el a informat oficial guvernul SUA despre activitățile guvernului otoman și a cerut Washingtonului să intervină.

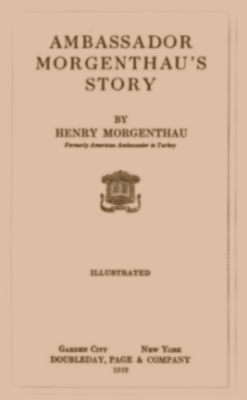
Morgenthau's story, 1918

Cu toate acestea, guvernul american, nevrând să fie târât în dispute, a rămas la momentul respectiv o putere neutră în conflict și nu a exprimat prea multe reacții oficiale. Morgenthau a ținut întâlniri la nivel înalt cu liderii Imperiului Otoman pentru a ajuta la ameliorarea situației armenilor, dar turcii au refuzat și au ignorat protestele sale. El l-a admonestat pe ministrul de Interne otoman Talaat Paşa, spunându-i: „poporul nostru nu va uita niciodată aceste masacre”. Pe măsură ce masacrele continuau neîntrerupt, Morgenthau și alți alți americani au decis să formeze un comitet de strângere de fonduri publice pentru a-i ajuta pe armeni — Comitetul Atrocităților împotriva Armenilor (redenumit mai târziu Near East Relief) — strângând peste 100 milioane de dolari ca fonduri de ajutorare, echivalentul a 1 miliard de dolari astăzi. Prin prietenia sa cu Adolph Ochs⁠(d), editorul New York Times, Morgenthau s-a asigurat și că masacrele vor continua să fie pe primele pagini ale ziarelor. New York Times a publicat 145 de articole doar în 1915.
Exasperat de relația sa cu guvernul otoman, a demisionat din funcția de ambasador în 1916. Privind această decizie în retrospectivă în The Murder of a Nation, el scria că a ajuns să vadă Turcia drept „un loc al ororilor. Ajunsesem la sfârșitul resurselor mele. Am considerat intolerabilă asocierea mea zilnică suplimentară cu oameni, oricât de politicoși și ospitalieri ... care încă duhneau a sângele a aproape un milion de ființe umane”. Și-a publicat conversațiile cu liderii otomani și relatarea sa despre genocidul armean în 1918 sub titlul Ambassador Morgenthau's Story.
În iunie 1917, Felix Frankfurter⁠(d) l-a însoțit pe Morgenthau ca reprezentant al Departamentului de Război, într-o misiune secretă de a convinge Turcia să abandoneze Puterile Centrale în efortul de război. Misiunea avea ca scop declarat „ameliorarea stării comunităților evreiești din Palestina”. În 1918, Morgenthau a ținut discursuri publice în Statele Unite, avertizând că grecii și asirienii erau supuși „acelorași metode” de deportare și „masacru pe scară largă” ca armenii și că două milioane de armeni, greci și asirieni au pierit deja.

## Perioada interbelică
După război, în cadrul comunității evreiești a existat mult interes și pregătire pentru viitoarea Conferință de Pace de la Paris, atât din partea unor grupuri care susținau, cât și a unora care se opuneau conceptului de patrie evreiască în Palestina. În martie 1919, când președintele Woodrow Wilson pleca la Conferință, Morgenthau se număra printre 31 de importanți evrei americani care au semnat o petiție anti-sionistă prezentată de congressmanul american Julius Kahn; el și mulți alți reprezentanți evrei au participat la Conferință. Morgenthau a fost consilier pentru Europa de Est și Orientul Mijlociu, iar mai târziu a lucrat cu organisme caritabile legate de război, inclusiv Comitetul de Ajutorare pentru Orientul Mijlociu, Comisia de Colonizare a Refugiaților Greci și Crucea Roșie Americană. În 1919, a condus misiunea de informare a guvernului Statelor Unite în Polonia, care a publicat Raportul Morgenthau. În 1933, a fost reprezentantul american la Conferința de la Geneva. 

## Moartea

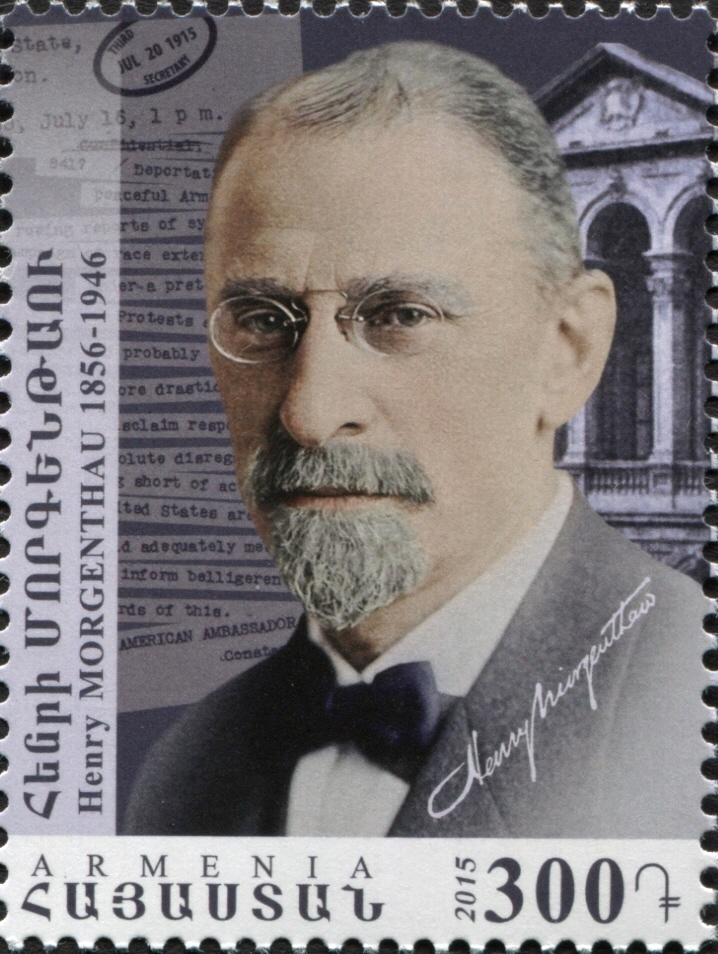
Morgenthau pe un timbru armenesc din 2015 din seria „Centenarul genocidului armean”. În fundal este ilustrată telegrama de mai sus (sub formă de bandă lipită pe o pagină).

A murit în 1946 în urma unei hemoragii cerebrale, în New York, și a fost înmormântat la Hawthorne, New York⁠(d). Fiul său Henry Morgenthau Jr.⁠(d) a fost secretar al Trezoreriei . Fiica sa, Alma Wertheim, a fost căsătorită cu bancherul Maurice Wertheim⁠(d) și a fost mama istoricului Barbara Tuchman⁠(d). Fiica sa, Ruth Morgenthau, a fost căsătorită cu bancherul George W. Naumburg (fiul lui Elkan Naumburg⁠(d)) și apoi cu John Knight.

## Lucrări
Morgenthau a publicat mai multe cărți. Biblioteca Congresului deține aproximativ 30.000 de documente din lucrările sale personale, inclusiv: 
- Ambassador Morgenthau's Story (1918). Garden City, NY: Doubleday ( online ).
- Secrets of the Bosphorus (1918) ( online )
- Raportul Morgenthau (3 octombrie 1919) privind situația evreilor din a Doua Republică Polonă .
- All In a Lifetime (Garden City, New York: Doubleday, Page & Co, 1925), 454 de pagini, 7 ilustrații; conținând Raportul Morgenthau (online, la Archive.org).
- I was sent to Athens (1929) despre perioada în care a lucrat cu refugiații greci (openlibrary.org)
- The Murder of a Nation (1974). Cu prefață de WN Medlicott. New York: Armenian General Benevolent Union of America.

Jurnale
- United States Diplomacy on the Bosphorus: The Diaries of Ambassador Morgenthau, 1913–1916 (2004). Compilat cu o introducere de Ara Sarafian. Londra: Taderon Press (Gomidas Institute). ISBN: 1-903656-40-0.

Documente oficiale
- Ara Sarafian (ed. ): United States Official Records On The Armenian Genocide. 1915–1917 (2004). Londra și Princeton: Institutul Gomidas. ISBN: 1-903656-39-7

## Reprezentări
În drama din 2016 de Terry George⁠(d), Promisiunea, în ultimii ani ai Imperiului Otoman, rolul lui Morgenthau este interpretat de James Cromwell.